# Superodontella distincta
Superodontella distincta is een springstaartensoort uit de familie van de Odontellidae. De wetenschappelijke naam van de soort is voor het eerst geldig gepubliceerd in 1985 door Peja.